# Košutnjak

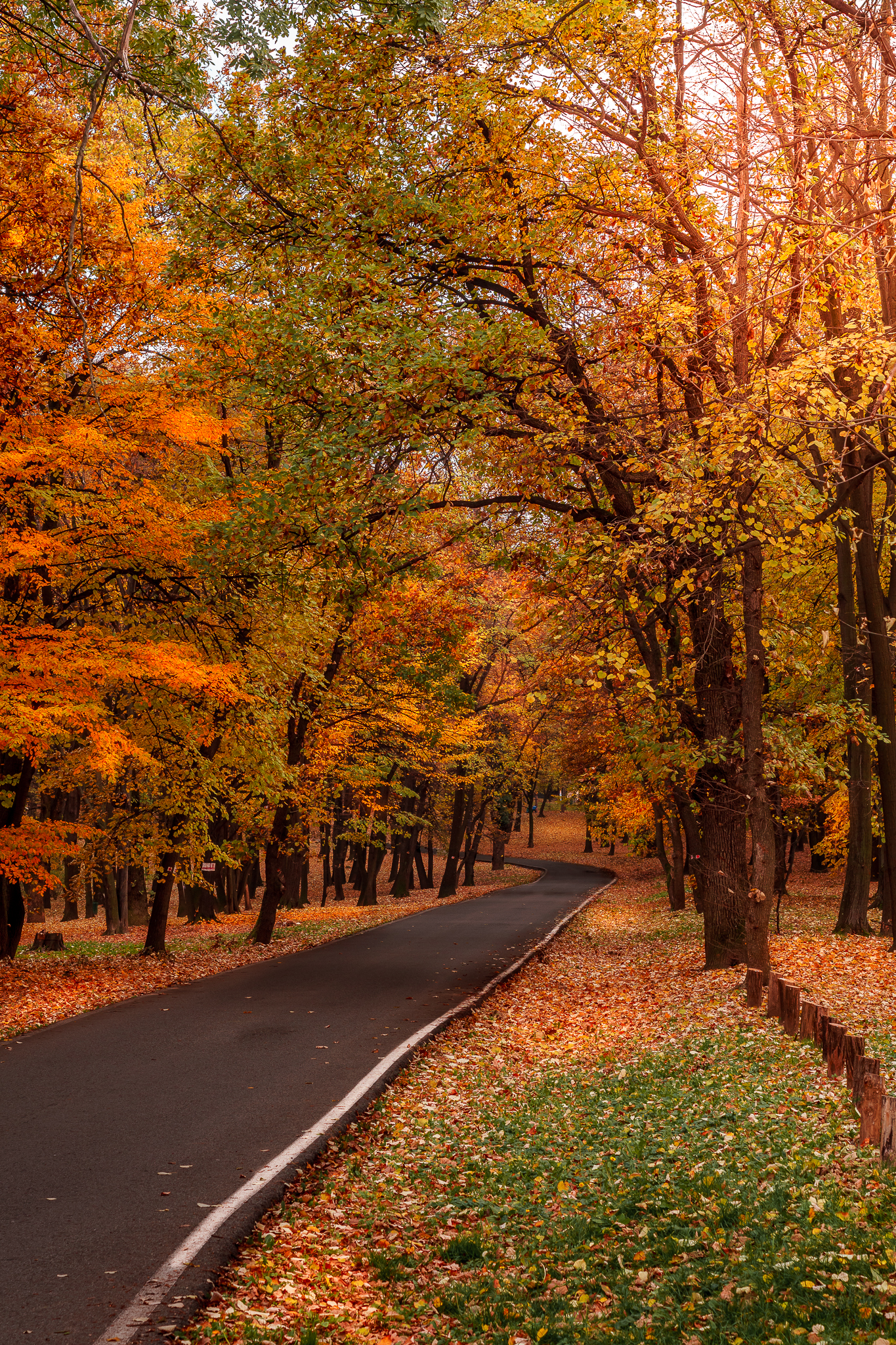
Košutnjak na podzim.

Košutnjak (v srbské cyrilici Кошутњак) je čtvrť v Bělehradě, známá především díky rozlehlému lesu stejného názvu. Nachází se v jihozápadní části města, mezi Banovým Brdem a Topčiderem na břehu Topčiderské řeky. Administrativně je součástí opštin Čukarica a Rakovica.
Park a rekreační areál se nacházejí na ploše o rozloze 300 hektarů a v nadmořské výšce 250 m. Les je smíšený a protkaný různými chodníky. Až do roku 1903 byl les oborou za Bělehradem, která sloužila pro královskou rodinu jako honitba. Hustý les byl následně po změně vládnoucího rodu otevřen i pro veřejnost a od roku 1908 se stal městským parkem. V současné době se zde nacházejí dva areály; pionýrské město a filmové město s řadou ateliérů a dalších prostor pro tvorbu filmů. V blízkosti lesa se také nachází Fakulta sportu a tělovýchovy Bělehradské univerzity a Fakulta lesnictví (od roku 1956). Sídlí zde i Republikový hydrometeorologický úřad Srbska. V blízkosti lesa se také nachází diplomatická čtvrť a rezidence bohatých obyvatel srbské metropole.
Košutnjak je znám jako místo smrti knížete Mihaila Obrenoviće. V roce 1977 se zde uskutečnil jeden z největších koncertů skupiny Bijelo dugme, který navštívilo sto tisíc lidí. Byl zde také unesen Ivan Stambolić, srbský politik, který byl později zavražděn na Frušce Goře. Od roku 2014 je park předmětem ochrany jako přírodní památka.
Mezi památky, které se nacházejí v parku, patří např. památník srbským a rakousko-uherským vojákům z první světové války.

## Galerie

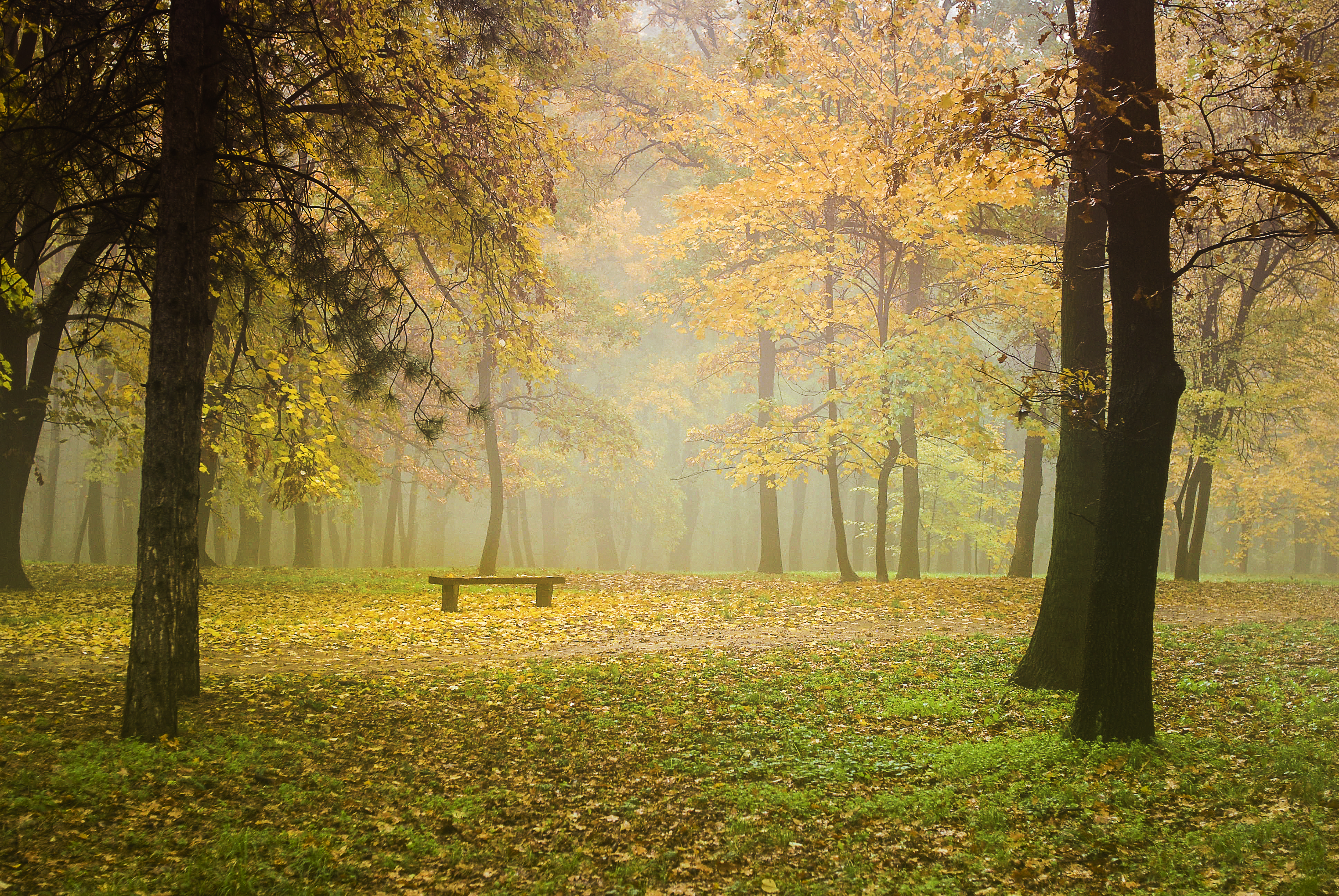
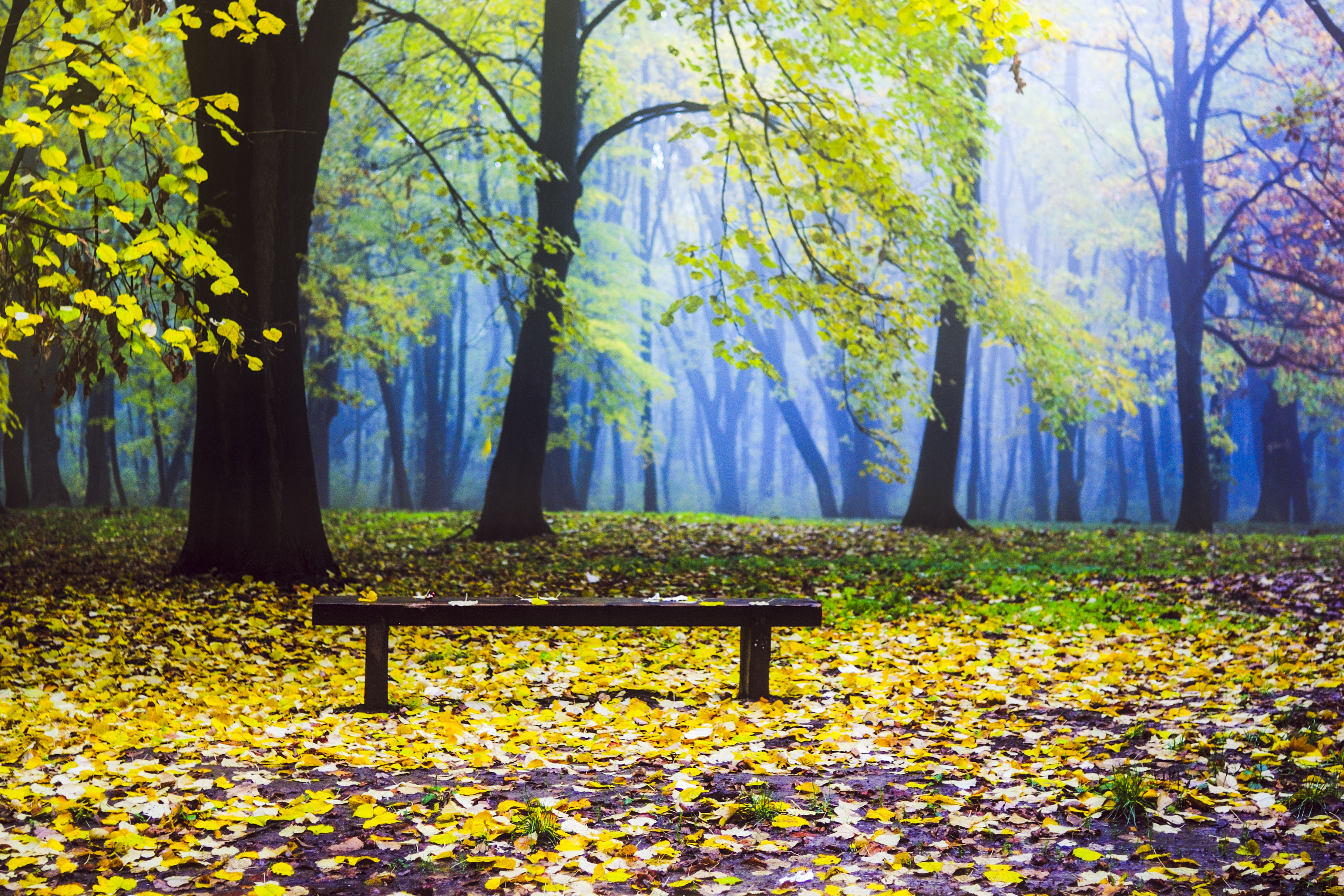
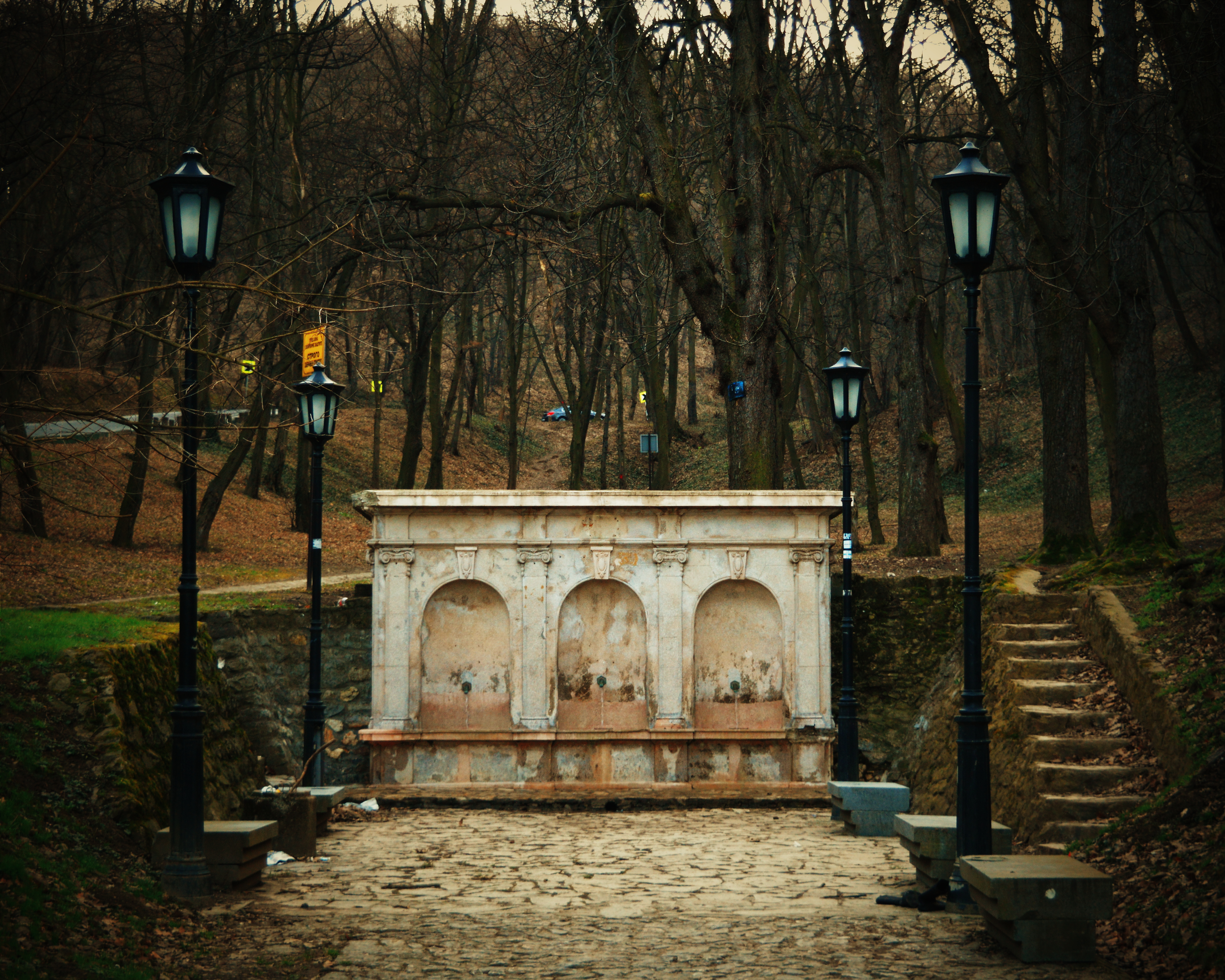
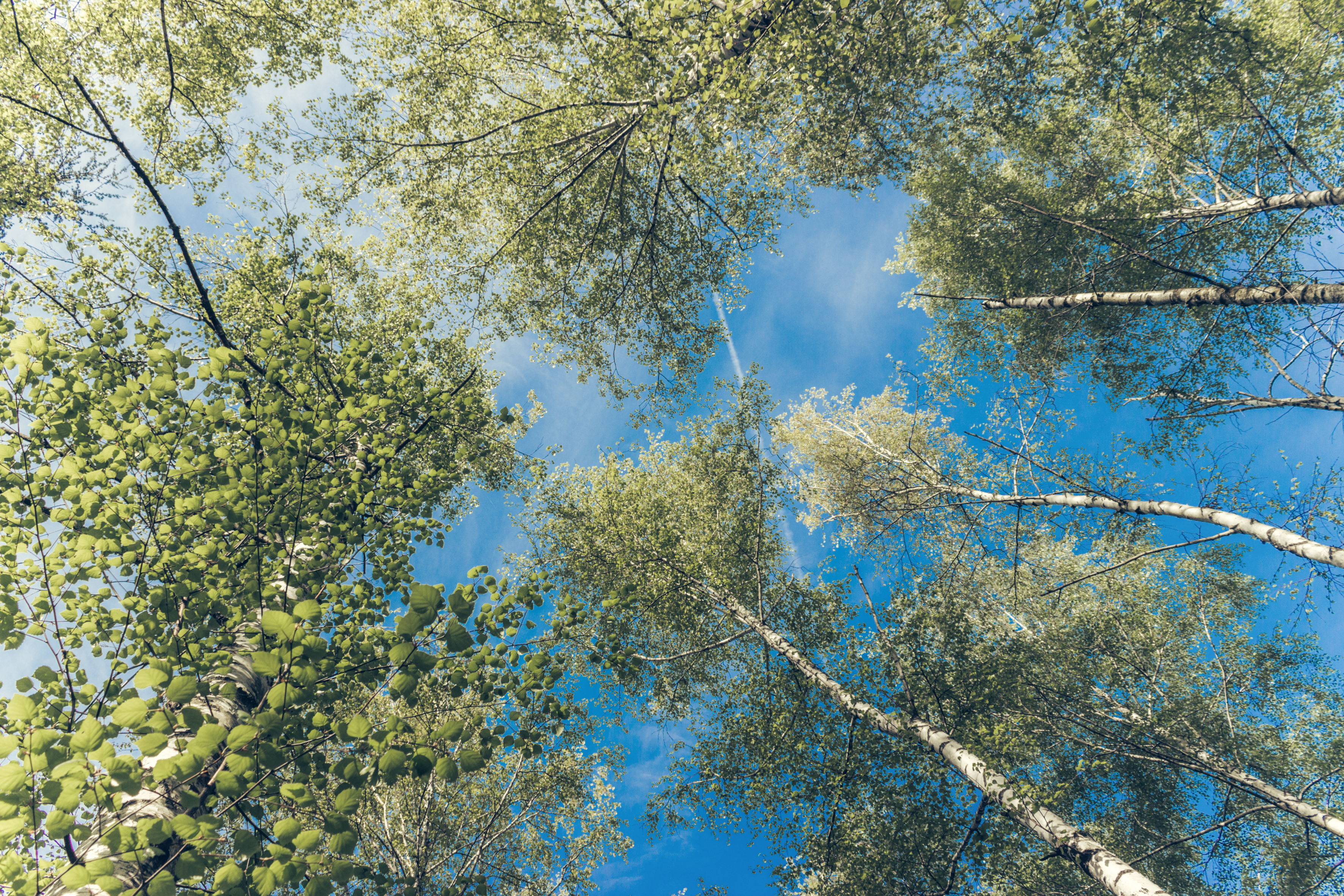
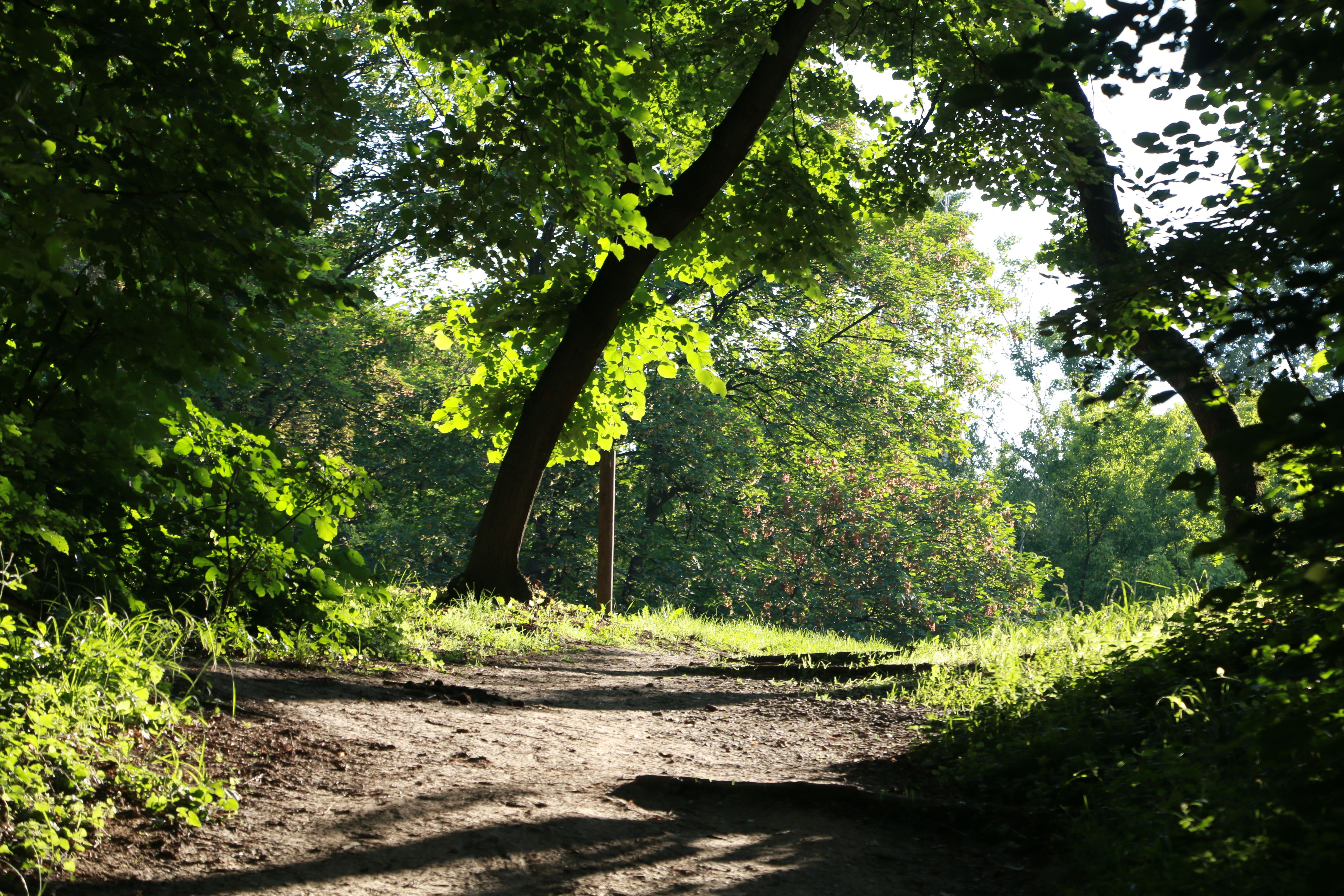